# Spodnji Slemen
Spodnji Slemen je naselje v Občini Selnica ob Dravi. Znan je grad in park Viltuš v bližini. V parku Viltuš je ribnik Viltuš,na njem je majhen otoček. Viltuški park je tudi znan po raznolikih drevesih, ki tam rastejo. Skozi Spodnji Slemen teče reka Bistrica, ki je največji vodotok v Občini Selnica ob Dravi.